# Escut de Laos
L'escut de Laos, més aviat un emblema que no un escut heràldic, es basa en l'escut que va adoptar la República Democràtica Popular de Laos el 1975, en substitució del tradicional escut monàrquic centrat per la figura de l'elefant tricèfal i els para-sols.
L'escut, de tall socialista, tenia l'estrella roja i la falç i el martell, elements característics comunistes que foren substituïts el 1991 pel temple de Pha That Luang, considerat un símbol nacional.
L'emblema actual, de forma rodona, conté el temple esmentat damunt un paisatge format per una presa hidroelèctrica (la de Nam Ngun), una carretera, un bosc i un camp d'arròs; a la part inferior hi ha una roda dentada. Tot al voltant, tanquen l'escut unes espigues d'arròs en forma de corona, amb una cinta vermella a la part inferior on hi ha escrit el nom oficial de l'estat, «República Democràtica Popular de Laos», en laosià (ສາທາລະນະລັດ ປະຊາທິປະໄຕ ປະຊາຊົນລາວ) i més amunt, a banda i banda, el lema nacional: a l'esquerra, «Pau, Independència, Democràcia» (ສັນຕິພາບ ເອກະລາດ ປະຊາທິປະໄຕ) i, a la dreta, «Unitat i Prosperitat" (ເອກະພາບ ວັດຖະນາຖາວອນ).

## Escuts usats anteriorment

Escut del Regne de Laos (1949-1975)
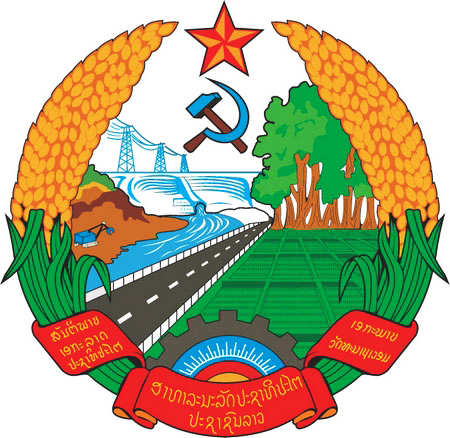
Escut de la RDP de Laos (1975-1991)